# یام! برندز
یام! برندز (به انگلیسی: Yum! Brands) شرکت رستوران‌های بین‌المللی آمریکایی است که با در اختیار داشتن بیش از ۴۰٬۰۰۰ شعبه فست‌فود و رستوران، در ۱۲۵ کشور به‌عنوان بزرگترین شرکت غذاخوری جهان شناخته می‌شود.
شرکت یام! برندز در سال ۱۹۹۷، پس از تفکیک از شرکت پپسی‌کو، راه‌اندازی شد و در حال حاضر مالک برندهای کی‌اف‌سی، پیتزا هات، تاکو بل و وینگ‌استریت می‌باشد.
دفتر مرکزی این شرکت در شهر لویی‌ویل، کنتاکی، ایالات متحده آمریکا قرار دارد و سهام آن در بازار بورس نیویورک معامله می‌شود. شرکت یام! برندز در سال ۲۰۱۳ در فهرست فرچون ۵۰۰ در رتبه ۲۰۱ از بزرگترین شرکت‌های ایالات متحده آمریکا قرار گرفت.